# Dalquestia formosa
Espèce
Synonymes
- Eurybunus formosus Banks, 1910

Dalquestia formosa est une espèce d'opilions eupnois de la famille des Globipedidae.

## Distribution
Cette espèce se rencontre aux États-Unis Texas et au Mexique au Nuevo León.

## Description
Le syntype mesure 7 mm.
Les mâles mesurent de 5,67 à 6,91 mm et les femelles de 4,58 à 7,16 mm.

## Systématique et taxinomie
Cette espèce a été décrite sous le protonyme Eurybunus formosus par Banks en 1910. Elle est placée dans le genre Globipes par Roewer en 1912 puis dans le genre Dalquestia par Cokendolpher en 1984.

## Publication originale
- Banks 1910 : « A handsome species of Phalangidae. » Entomological News, vol. 21, no 4, p. 156.